# Niki Lauda
Andreas Nikolaus Lauda (n. 22 februarie 1949, Viena, Zonele aliate de ocupație din Austria – d. 20 mai 2019, Zürich, Elveția) a fost un pilot de Formula 1, campion mondial în anii 1975, 1977 și 1984, și antreprenor în industria aviației după retragerea din sport.
Ca antreprenor în aviație, a fondat și a condus trei companii aeriene: Lauda Air, Niki și Lauda. De asemenea, a fost consultant pentru Scuderia Ferrari și managerul echipei Jaguar timp de doi ani. Ulterior, a lucrat ca expert pentru televiziunea germană în weekendurile de Mare Premiu și a acționat ca președinte neexecutiv al Mercedes-AMG Petronas Motorsport, din care Lauda deținea 10%.
După ce a apărut drept pilot de senzație pe fondul câștigării titlului din 1975 și a condus bătălia campionatului din 1976, Lauda a fost grav rănit într-un accident la Marele Premiu al Germaniei din 1976 pe Nürburgring în timpul căruia mașina sa, Ferrari 312T2, a izbucnit în flăcări și a fost aproape de moarte după ce a inhalat vapori toxici fierbinți și a suferit arsuri grave. A supraviețuit și și-a revenit suficient pentru a concura din nou doar șase săptămâni mai târziu la Marele Premiu al Italiei. Deși a pierdut titlul din acel an – cu doar un punct în spatele lui James Hunt, a câștigat al doilea campionat anul următor, în ultimul său sezon la Ferrari. După câțiva ani la Brabham și doi ani de pauză, Lauda s-a întors și a concurat patru sezoane pentru McLaren între 1982 și 1985, timp în care a câștigat titlul din 1984 cu jumătate de punct față de coechipierul său, Alain Prost.

## Primii ani în motorsport
Niki Lauda s-a născut la 22 februarie 1949 la Viena, Austria, într-o familie bogată de producători de hârtie. Bunicul său patern era industriașul vienez, Hans Lauda.
Lauda a devenit șofer de curse în ciuda dezaprobării familiei sale. După ce a început cu un Mini, Lauda a trecut la Formula Vee, așa cum era normal în Europa Centrală, dar s-a mutat rapid pentru a conduce mașinile private Porsche și Chevron. Cu cariera blocată, a scos un împrumut bancar de 30.000 de lire sterline, asigurat printr-o poliță de asigurare de viață, pentru a-și cumpăra drumul în fugă în echipa March, ca pilot de Formula 2 (F2), în 1971. Din cauza dezaprobării familiei sale, a avut o dispută continuă cu ei din cauza ambițiilor sale de curse și a abandonat contactul suplimentar.

## Cariera în Formula 1

### March (1971-1972)
Cariera lui Niki Lauda în Formula 1 a început în 1971, dar pentru scurt timp, deoarece în acel sezon a intrat în doar o cursă, Marele Premiu al Austriei, și s-a retras după 20 de tururi. Pentru sezonul din 1972, Lauda a primit un loc complet în echipă.
Deși mașinile F2 erau bune (iar abilitățile de conducere ale lui Lauda l-au impresionat pe directorul echipei, Robin Herd), sezonul de Formula 1 al echipei March a fost unul catastrofal. Poate cel mai jos punct din sezon al echipei a venit la Marele Premiu al Canadei unde ambele mașini March au fost descalificate la 3 tururi una de cealaltă, după ce au parcurs o distanță de trei sferturi din cursă.

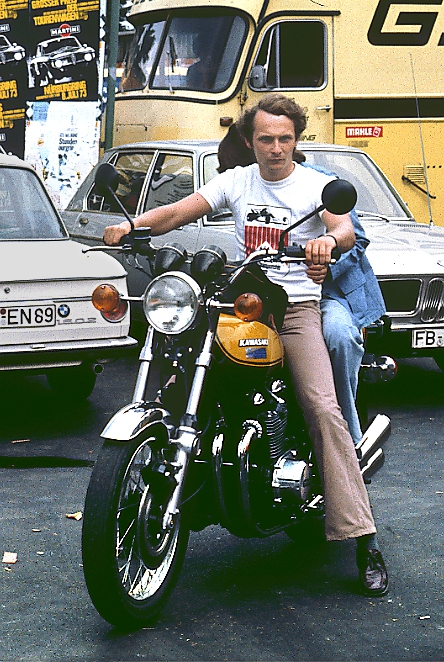
Lauda în.

### BRM (1973)
În sezonul următor a luat un alt împrumut și l-a convins pe Louis Stanley de la BRM să-i vândă un loc în echipă. Pe parcursul tuturor, acesta a ridicat datorii care ar fi înfundat orice om normal. Datele scadente de pe bilete aveau o tendință nefericită de a nu coincide cu disponibilitatea banilor din curse. Dar abilitățile lui au fost observate. Lauda a fost rapid de la început, dar echipa era în declin. El a încheiat sezonul cu 2 puncte.

### Ferrari (1974-1977)
Marea lui salvare a venit atunci când colegul său de la BRM, Clay Regazzoni, a plecat la Ferrari în 1974, iar patronul echipei, Enzo Ferrari, l-a întrebat ce părere are despre Lauda. Regazzoni a vorbit atât de favorabil despre Lauda, încât Ferrari l-a semnat prompt, plătindu-l suficient pentru a-și achita datoriile.

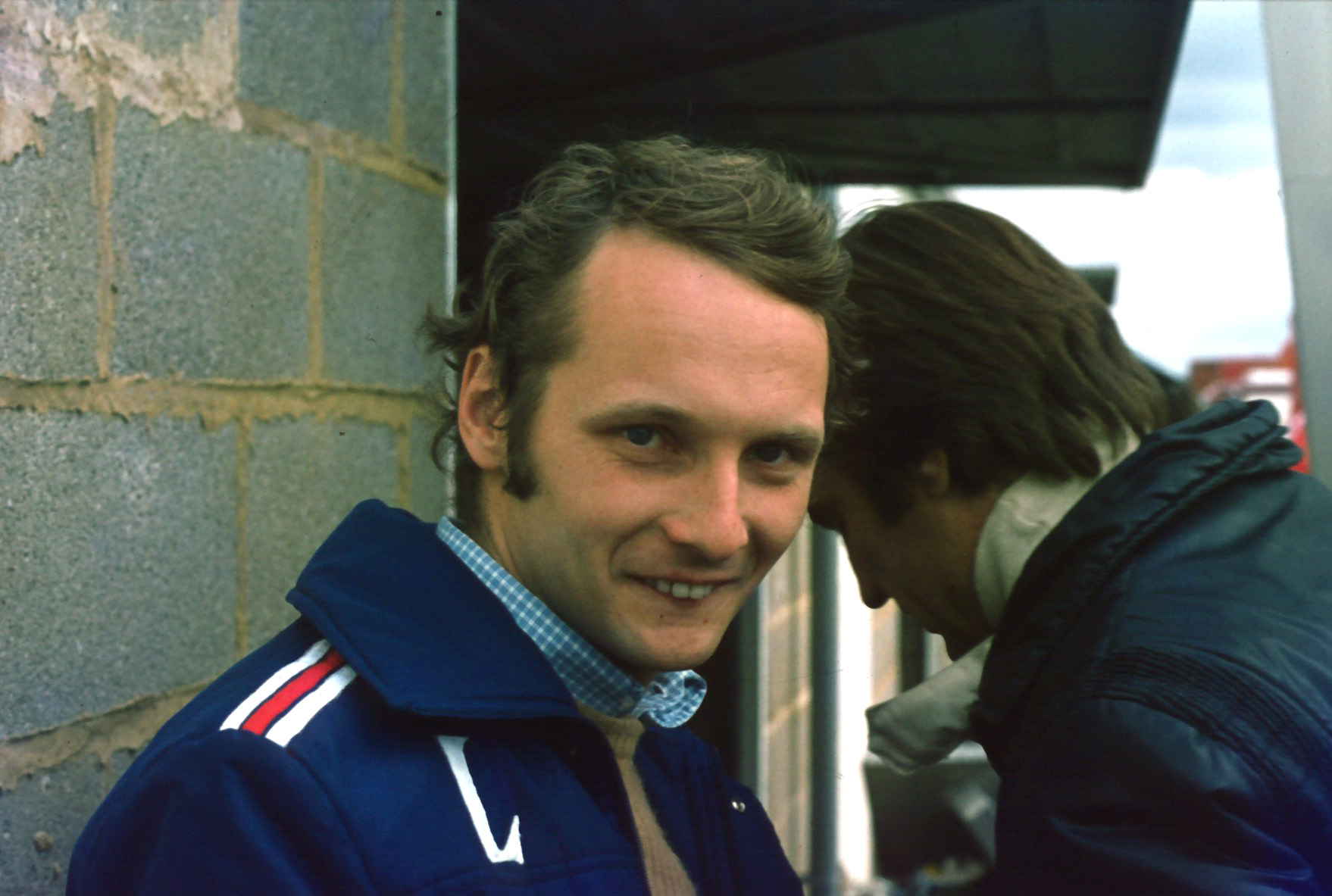
Lauda în.

Încrederea echipei în puțin cunoscutul Lauda a fost rapid răsplătită de o clasare pe locul doi în cursa sa de debut la echipă, Marele Premiu al Argentinei. Prima sa victorie, și prima pentru Ferrari din 1972, a urmat doar trei curse mai târziu în Marele Premiu al Spaniei. Deși Lauda a devenit un candidat pentru campionat obținând șase pole position-uri consecutive, un amestec de inexperiență și instabilitate mecanică a însemnat că Lauda a câștigat doar încă o cursă în acel an, Marele Premiu al Țărilor de Jos. A terminat pe locul patru în Campionatul la Piloți și a demonstrat un imens angajament pentru testarea și îmbunătățirea mașinii.
Sezonul F1 din 1975 a început lent pentru Lauda; după ce nu a fost mai bun decât o clasare pe locul cinci în primele patru curse, a câștigat patru din următoarele cinci conducând noul Ferrari 312T. Primul său Campionat Mondial a fost confirmat cu o poziție pe locul trei la Marele Premiu al Italiei de la Monza; Coechipierul lui Lauda, Regazzoni, a câștigat cursa, iar Ferrari a obținut primul campionat de constructori în 11 ani; Lauda a cules apoi o a cincea victorie la ultima cursă a anului, Marele Premiu al Statelor Unite de la Watkins Glen. De asemenea, a devenit primul pilot care a parcurs un tur la Nürburgring Nordschleife în mai puțin de șapte minute, ceea ce a fost considerat o fază uriașă, întrucât secțiunea Nordschleife din Nürburgring a fost cu 3,2 km mai lungă decât în prezent. Lauda era cunoscut pentru că dădea trofeele pe care le câștiga garajului său local, în schimbul spălării și reparării mașinii sale.

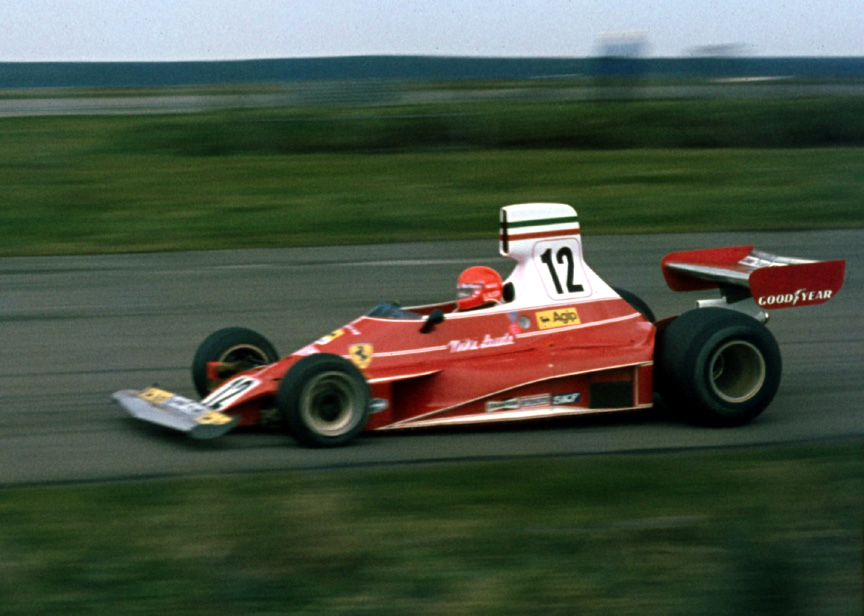
Lauda în Marele Premiu al Marii Britanii din 1975

Campionatul pentru care Lauda s-ar putea să fie cel mai amintit a fost unul pe care nu l-a câștigat. Sezonul 1976 a început excelent pentru campionul en titre. Campionul austriac a câștigat cinci din primele nouă curse din calendarul din 1976. După cea de-a cincea victorie a anului, în controversatul Marele Premiu al Marii Britaniei din 1976 de la Brands Hatch, Lauda s-a bucurat de un avans de 23 de puncte față de James Hunt de la McLaren. Hunt a fost implicat într-un accident la început, apoi a intrat la boxe printr-un drum de acces, fără să completeze turul complet. Hunt a câștigat cursa după ce comisarii de cursă i-au permis să participe la reluare - anulând decizia lor de a nu-l lăsa să intre în cursă -, dar ulterior a fost descalificat.

#### Accidentul de la Nürburgring
Cu o săptămână înainte de Marele Premiu al Germaniei din 1976 la Nürburgring, deși el a fost cel mai rapid pilot pe acel circuit la acea vreme, Lauda și-a îndemnat pe ceilalți piloți să boicoteze cursa, în mare parte din cauza aranjamentelor de siguranță ale circuitului de 23 de kilometri, citând lipsa de resurse a organizatorilor pentru a gestiona în mod corespunzător un astfel de circuit uriaș, inclusiv lipsa mașinilor de pompieri, a echipamentelor de incendiu și de siguranță și a vehiculelor de siguranță. Formula 1 a fost destul de periculoasă la acea vreme (trei dintre piloții din acea zi vor muri mai târziu în incidente de Formula 1: Tom Pryce în 1977; Ronnie Peterson în 1978 și Patrick Depailler în 1980), dar o majoritate a piloților au votat împotriva boicotului iar cursa a mers mai departe.

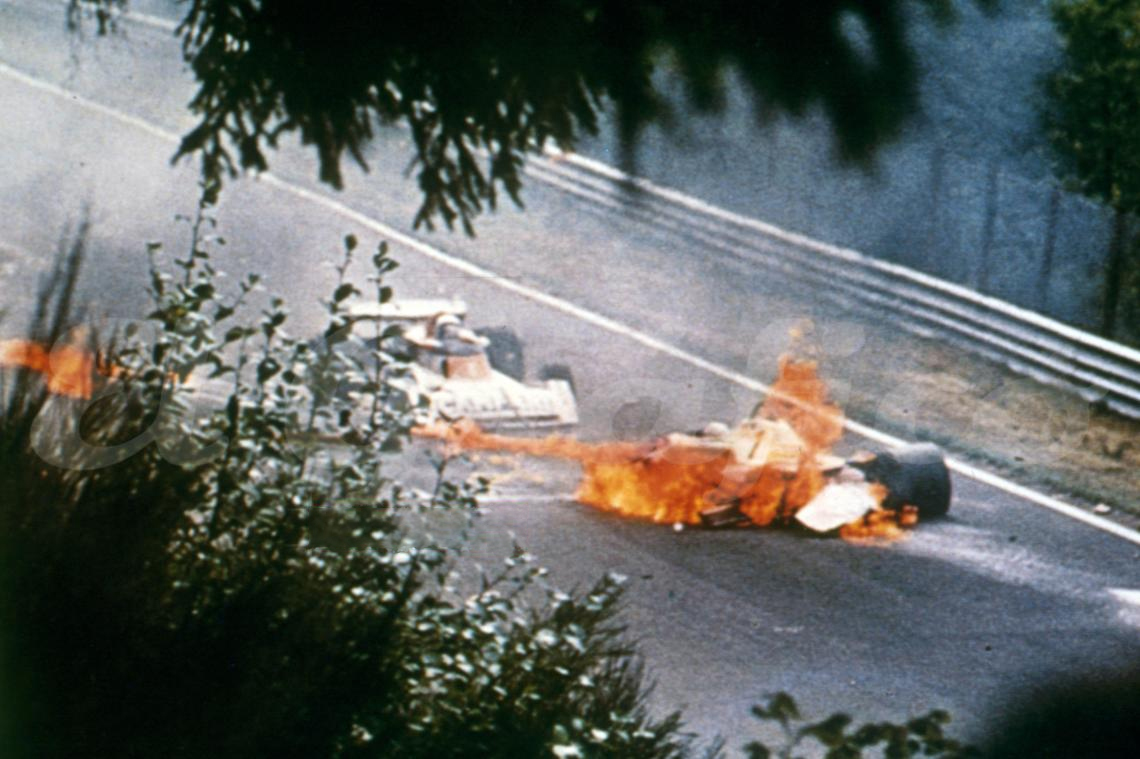
Mașina lui Lauda în flăcări.

La 1 august 1976, în timpul celui de-al doilea tur, Lauda a fost implicat într-un accident în care Ferrari-ul său a derapat de pe pistă, a lovit un terasament, a izbucnit în flăcări și a luat contact cu mașina lui Brett Lunger. Spre deosebire de Lunger, Lauda a fost prins în mașină. Piloții Arturo Merzario, Lunger, Guy Edwards și Harald Ertl au ajuns la fața locului câteva momente mai târziu, dar înainte ca Merzario să-l poată trage pe Lauda din mașina sa, a suferit arsuri severe la cap și a inhalat gaze toxice fierbinți care i-au deteriorat plămânii și sângele. Într-un interviu acordat BBC Radio 5 Live ("I Was There -- May 21, 2019"; "Niki Lauda speaks in 2015"), Lauda a spus: „… practic erau doi sau trei piloți care încercau să mă scoată din mașină, dar unul era Arturo Merzario, tipul italian, care a trebuit și el să se oprească acolo la fața locului, pentru că am blocat drumul, și el chiar a intrat în mașină el însuși, și uh, mi-a declanșat centura de siguranță, și apoi m-a scos afară. A fost incredibil, cum a putut face asta și l-am întâlnit după aceea și i-am spus: „Cum ai putut face asta?!” El a spus:„Sincer, nu știu, dar să-ți scot centura de siguranță fost atât de dificil, pentru că ai împins atât de tare împotriva ei, iar când s-a deschis, te-am luat din mașină ca o pană...”.” În timp ce Lauda purta o cască modificată pentru că nu i se potrivea corespunzător, spuma se comprimase și i-a alunecat de pe cap după accident, lăsându-i fața expusă focului. Deși Lauda a fost conștient și a putut să stea în picioare imediat după accident, ulterior a intrat în comă. În timp ce era în spital i-a fost dată ultima împărtășanie, dar a supraviețuit.
Lauda a suferit cicatrici extinse de la arsurile la cap, pierzându-și cea mai mare parte a urechii drepte, precum și părul din partea dreaptă a capului, sprâncenele și pleoapele. A ales să limiteze chirurgia reconstructivă la înlocuirea pleoapelor și să le facă să funcționeze corect. După accident, a purtat întotdeauna o șapcă pentru a-i acoperi cicatricile de pe cap. El a aranjat cu sponsorii să folosească șapca pentru publicitate.
Cu Lauda ieșit din cursă, Carlos Reutemann a fost preluat ca înlocuitor. Ferrari a boicotat Marele Premiu al Austriei în semn de protest față de ceea ce au văzut ca tratament preferențial pentru pilotul de la McLaren, James Hunt, la Marele Premiu al Spaniei și Marii Britaniei.

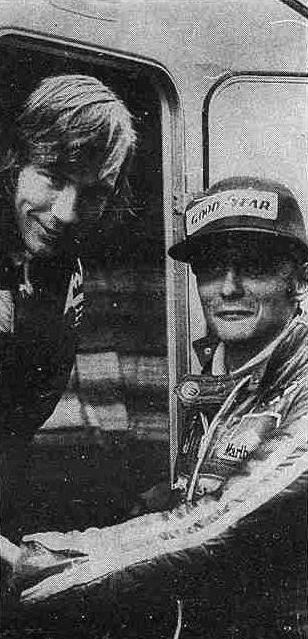
Lauda (dreapta) împreună cu James Hunt la Marele Premiu al Italiei din, la șase săptămâni după accident.

#### Întoarcerea la curse
Lauda a ratat doar două curse, apărând la conferința de presă de la Monza, la șase săptămâni de la accident, cu arsurile sale proaspete încă bandajate. A terminat al patrulea în Marele Premiu al Italiei în ciuda faptului că a fost, prin propria sa admitere, absolut petrificat. Jurnalistul F1, Nigel Roebuck, își amintește că l-a văzut Lauda la boxe îndepărtându-și bandajele îmbibate de sânge de pe scalpul său. De asemenea, el a trebuit să poarte o cască adaptată, pentru a nu fi prea disconfortabilă. În lipsa lui Lauda, Hunt a redus din avantajul austriacului din clasamentul Campionatului Mondial. Hunt și Lauda erau prieteni departe de circuit, iar rivalitatea lor personală pe pistă, deși intensă, a fost curată și corectă. În urma victoriilor din Marele Premiu al Canadei și al Statelor Unite, Hunt a rămas la doar trei puncte în spatele lui Lauda înaintea ultimei curse a sezonului, Marele Premiu al Japoniei. Lauda s-a calificat al treilea, un loc în spatele lui Hunt, dar în ziua cursei a fost ploaie torențială și Lauda s-a retras după două tururi. Ulterior, el a spus că a considerat că nu este sigur să continue în aceste condiții, mai ales că ochii se udau excesiv din cauza incapacității de a clipi. Hunt a condus o mare parte din cursă înainte ca pneurile să se degradeze și un pit stop l-a coborât în cursă. El a revenit pe locul trei, câștigând astfel titlul cu un singur punct.
Decizia lui Lauda nu a fost bine primită de echipa Ferrari. Cu toate acestea, a continuat să domine sezonul 1977 chiar și după ce a câștigat doar trei curse în an. Cu cele trei victorii ale sale și alte șapte podiumuri, Lauda a câștigat Campionatul Mondial la Piloți din 1977 pentru Ferrari înainte de a părăsi echipa cu câteva curse înainte de finalul sezonului din cauza disconfortului său cu unele dintre deciziile echipei, cum ar fi punerea lui Carlos Reutemann ca fiind coechipierul său.

### Brabham (1978-1979)
Pentru 1978, Lauda a mers la Brabham și a început anul cu câteva podiumuri la rând. S-a calificat în pole position pentru Marele Premiu al Africii de Sud din 1978, dar s-a retras din cauza problemelor legate de motor. Fiabilitatea a fost o mare preocupare în echipa Brabham, deoarece Lauda s-a retras de patru ori în primele șapte curse și trei s-au datorat unor probleme mecanice. La a opta cursă a lui Lauda cu Brabham, BT46B Fan Car și-a făcut intrarea, iar austriacul a dominat Marele Premiu al Suediei din 1978. Victoria din Suedia l-a impins pe locul trei în Campionatul Mondial, la doar 11 puncte în spatele liderului Mario Andretti, cu opt curse înainte de final. BT46B nu a mai fost folosit de Brabham din cauza protestelor din partea altor echipe. După câteva podiumuri și trei retrageri în următoarele cinci curse, după victoria sa dinn Suedia, Lauda a câștigat Marele Premiu al Italiei din 1978. El a câștigat cursa după ce Andretti și Gilles Villeneuve au suferit penalizări pentru jump-start.
La sfârșitul lunii septembrie 1979, în timpul antrenamentelor pentru Marele Premiu al Canadei din 1979, Lauda a scurtat o ședință de antrenament și l-a informat imediat pe directorul echipei, Bernie Ecclestone, că dorește să se retragă imediat, întrucât nu mai avea nicio dorință de „a continua abilitatea de a conduce în cercuri”. Lauda, care între timp a fondat Lauda Air, o companie aeriană charter, s-a întors în Austria pentru a conduce compania cu normă întreagă.

### McLaren (1982-1985)

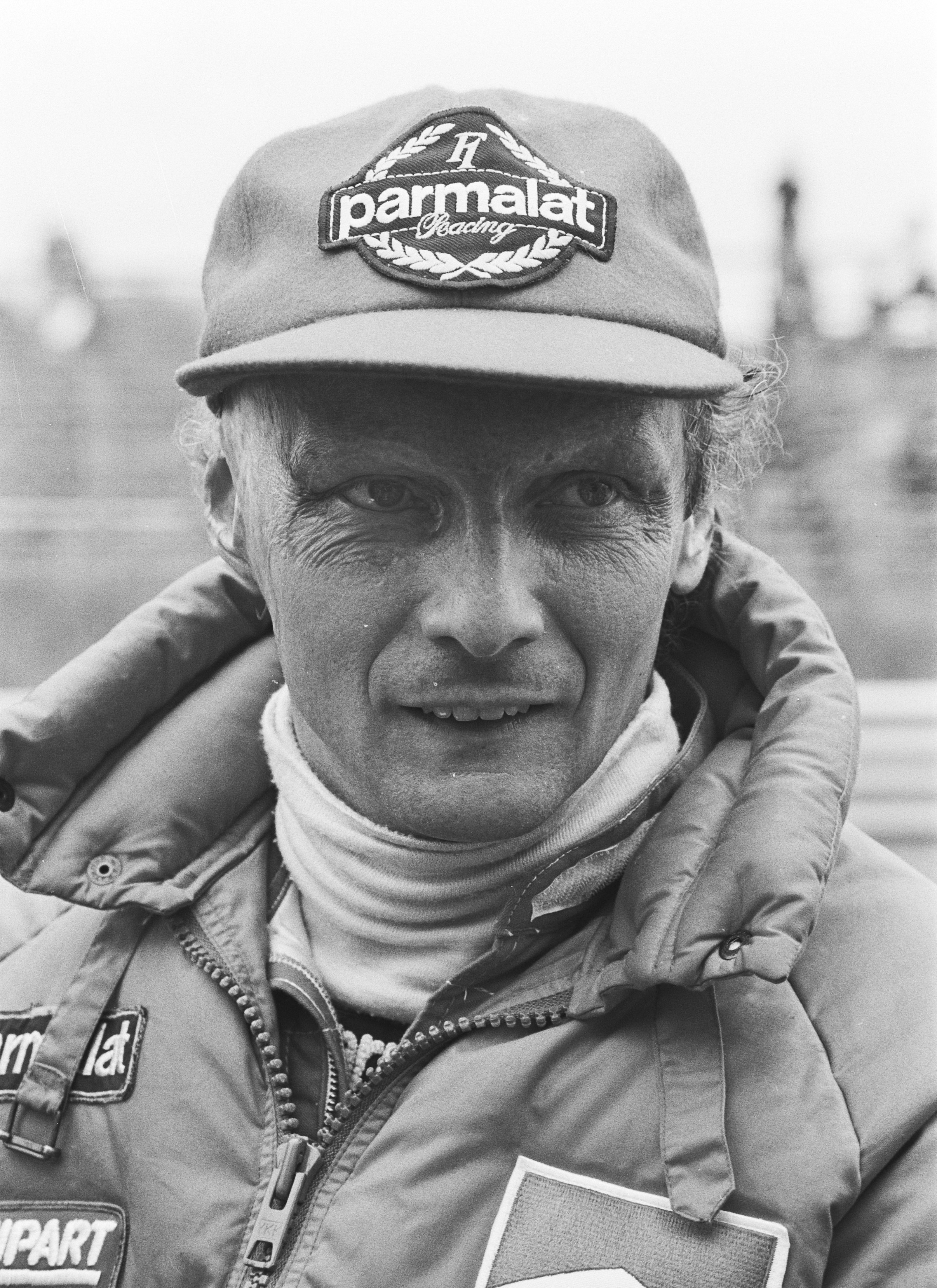
Lauda în Marele Premiu al Țărilor de Jos din.

În 1982 s-a întors în Formula 1 la McLaren după ce a semnat un contract care a fost cel mai mare din acel moment (3 milioane de dolari), deoarece banii erau necesari pentru a-și menține compania aeriană. În 1982, Lauda a arătat viteză bună, iar consecvența sa ca pilot era încă acolo. Prima sa victorie cu McLaren a venit în Marele Premiu al Statelor Unite din 1982, a treia cursă a anului. Înainte de sfârșitul sezonului, Lauda a câștigat Marele Premiu al Marii Britanii din 1982 la Brands Hatch și a terminat al treilea în Marele Premiu al Elveției din 1982 la Dijon-Prenois. În cele din urmă, sezonul său de revenire a fost solid și a terminat al cincilea în Campionatul Mondial.
Sezonul din 1983 nu a fost unul bun pentru echipă și Lauda a avut de suferit. Cu toate acestea, în ultimele patru curse ale anului, Lauda a testat noul motor Porsche marca TAG și s-a apropiat să câștige ultima cursă a sezonului înainte ca o problemă cu motorul să-i încheie șansele.

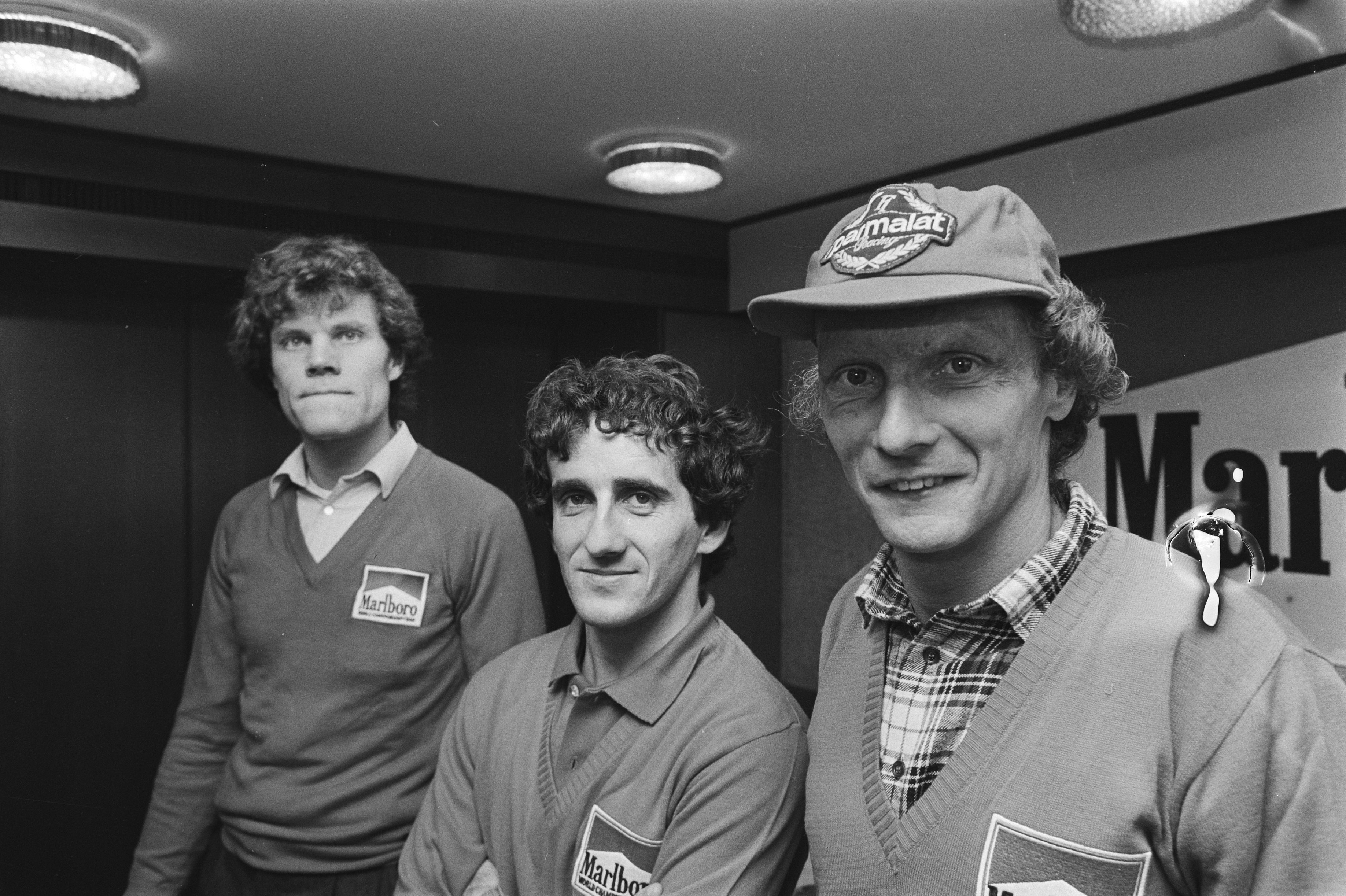
Lauda (dreapta) împreună cu Alain Prost (centru) și Huub Rothengatter (stânga) în.

În 1984, coechipierul lui Lauda era un tânăr, Alain Prost, care câștigase nouă curse pentru Renault și era o forță care să fie luată în calcul. Lauda arăta aparent incapabil să se potrivească cu francezul în calificări, iar în curse, Prost era în mod normal înainte. Francezul a câștigat șapte curse în an, în timp ce Lauda a câștigat cinci. Prost a suferit diverse neplăceri, inclusiv cinci retrageri din cauza problemelor cu mașina și victoria sa din Marele Premiu al Principatului Monaco din 1984 oferindu-i doar jumătate din puncte. Lauda care, de asemenea, s-a retras de patru ori cu probleme cu mașina și de două ori din cauza greșelilor, a depășit o marjă mare pentru a lua campionul departe de coechipierul său cu jumătate de punct.
În ultima cursă a anului, Marele Premiu al Portugaliei din 1984, Prost a pornit de pe primul rând și Lauda de pe locul 11. În timp ce Prost a preluat conducerea și a fost confortabil înainte, austriacul a avut nevoie să termine pe locul doi, iar el a făcut-o cu o conducere maestră pentru a lua cel de-al treilea Campionat Mondial.
În anul următor, Lauda a marcat puncte doar de trei ori în sezon, dar a obținut ultima victorie a ilustrei sale cariere la Zandvoort în Marele Premiu al Țărilor de Jos din 1985. Pe măsură ce Prost a devenit șeful de echipă necontestat, Lauda s-a retras (deși nu din cauza acesteia) de la condus.

## Roluri de conducere ulterioare
În 1993, Lauda a revenit la Formula 1 într-o poziție managerială, când Luca di Montezemolo i-a oferit un rol de consultant la Ferrari. La jumătatea sezonului 2001, Lauda și-a asumat rolul de director al echipei Jaguar Formula One. Cu toate acestea, echipa nu a reușit să se îmbunătățească, iar Lauda a fost concediat împreună cu alte 70 de figuri cheie la sfârșitul anului 2002.
În septembrie 2012 a fost numit președinte neexecutiv al echipei Mercedes AMG Petronas F1. Lauda a ajutat să-l aducă pe Lewis Hamilton la echipă și a fost o parte-cheie a dominării echipei din sport începând cu 2014.

## Moartea
Pe măsură ce sănătatea sa s-a deteriorat, imaginea și moștenirea lui au devenit și mai mari. În 2018 a trebuit să facă un transplant de plămâni pentru a repara daunele generate de accidentul său din 1976. Pe 20 mai 2019, Lauda a murit în somn, în vârstă de 70 de ani, la Spitalul Universitar din Zürich. O declarație emisă în numele familiei sale a raportat că a murit în pace, înconjurat de membri ai familiei.
Lauda a murit cu șase zile înainte de Marele Premiu al Principatului Monaco din 2019, în care echipele au omagiat moștenirea și au celebrat impactul pe care l-a avut asupra sportului și a vieții eroice pe care a trăit-o. Mercedes a rulat un halo roșu în acel weekend și Hamilton a câștigat cursa purtând o replică a căștii pe care Lauda a purtat-o în sezonul 1984. La înmormântarea sa, la Catedrala Sfântul Ștefan din Viena, au participat numeroase figuri marcante din Formula 1, printre care Lewis Hamilton, David Coulthard, Nico Rosberg, Alain Prost, Valtteri Bottas, Nelson Piquet, Gerhard Berger, Jean Alesi și Jackie Stewart, împreună cu politicienii austrieci Arnold Schwarzenegger și Alexander Van der Bellen, printre alții.